# Carlos Xamena
Carlos Xamena (San Salvador de Jujuy, 1 de enero de 1911 - Ciudad de Salta, 7 de mayuo de 1957) fue un sindicalista y político argentino, que llegó a ser gobernador de la provincia de Salta entre 1951 y 1952.

## Biografía
En su niñez vivió brevemente en la ciudad de Salta y pasó su adolescencia en San Miguel de Tucumán. Instalado definitivamente en Salta, trabajó de enfermero en los hospitales del Milagro y General Güemes, donde inició una breve y rápida carrera como sindicalista, como uno de los fundadores de la Asociación de Obreros y Empleados del Estado (AOEE), que posteriormente se transformaría en la Asociación Trabajadores del Estado.
Al surgir el peronismo en 1946, fue elegido diputado provincial por el Partido Laborista por el departamento Guachipas, destacándose en el apoyo prestado al gobernador Cornejo Linares. Este lo nombró intendente municipal de la ciudad de Salta, ya que en esa época no era un cargo elegido por elección popular.
En el año 1950, tras una crisis que terminó con la gobernación de Cornejo Linares, fue candidato a vicegobernador de la provincia, acompañando al médico Oscar Héctor Costas como candidato a gobernador. El gobernador renunció en febrero de 1951 y Xamena asumió la gobernación el día 1 de marzo. Fue el primer gobernador salteño surgido del sindicalismo. Se destacaba por una oratoria franca y hasta folklórica, cuidando también sus relaciones con la oposición.
Durante su breve mandato dio inicio a la construcción de gran cantidad de viviendas, cuarenta escuelas primarias, la Escuela de Ciencias Naturales de la Universidad Nacional de Tucumán, que actualmente forma parte de la Universidad Nacional de Salta, el hospital San Bernardo, una escuela de enfermería y el Balneario Municipal que actualmente lleva su nombre. Además donó predios para la instalación de la Asociación Gauchos de Güemes, la Cruz Roja y algunos clubes deportivos de la capital.
Posteriormente fue Senador Nacional por Salta entre 1952 y 1955.Concentró buena parte de sus esfuerzos en el desarrollo del.interior provincial. Construyó el acueducto más importante de su época y creó una importante red de distribución de agua. Extendió la electrificación de las localidades del interior de la provincia, pavimentó cientos de cuadras de las ciudades y creó varios hospitales. 
En el momento de producirse el golpe de Estado de septiembre de 1955, Xamena estaba internado en un hospital porteño afectado por una tuberculosis en estado avanzado, siendo detenido por la dictadura militar fue puesto en custodia policial, ante la imposibilidad de llevarlo preso. Fue llevado arrestado hasta la ciudad de Salta, donde fue internado y recluido en el Hospital del Milagro. A principios de 1957 se le permitió trasladarse a su casa, donde permaneció con custodia policial hasta fines de abril, fecha en que el gobernador de facto lo indultó.
Los decretos de detención de Xamena eran anexos a los que usaron para detener a Perón, y a compañeros sindicales: Mendez, un amigo enfermero que conoció en el Hospital de Güemes, y el diputado Pachado, con quienes fundaron un sindicato azucarero. Parcero, historiador de la ATE, propone que Xamena fue perseguido políticamente debido a sus actividades sindicales por los dueños del ingenio azucarero, quienes cuanto mínimo tendrían vínculos con la facción provincial del gobierno golpista. Su hijo aludiría a este conflicto entre el proletariado y terratenientes, sintetizando que su padre "fue profundamente irritante dentro del territorio donde hubo gobernadores que hicieron desviar ríos solo para beneficiar sus fincas, que utilizaron su poder para liberarse de tributar por sus tierras y explotaciones agrícolas, y otras acciones innombrables.”
Falleció en su casa de Salta el 7 de mayo de ese año de 1957, a los 46 años de edad. No recibió honores de exgobernador por parte del gobierno dictatorial; incluso el diario Norte fue clausurado por difundir la noticia de que su entierro había tenido gran apoyo popular. Sus restos fueron retirados del Centro Argentino de Socorros Mutuos y su cuadro sería retirado de la cámara de gobernadores en el cabildo de Salta.

## Óleo perdido
Por tradición el gobernador de Salta es retratado mediante pintura al óleo y su cuadro es exhibido junto a los otros gobernadores en el Museo Cabildo de Salta, pero entre septiembre de 1955 y 1957, el óleo de Xamena fue expropiado y su paradero se consideraba un misterio.
En 2007, se realizó un acto de "reparación histórica a la figura del ex-gobernador Carlos Xamena”, impulsado por un diputado Provincial del FPV tras recibir una carta del hijo de Xamena, donde escribió que "el retrato de Xamena fue retirado como si se hubiese tratado de un Traidor a la Patria" y que "restituyan el cuadro de mi padre en el Salón de los Gobernadores, y así se repare el agravio y se devuelva al pueblo salteño la imagen del gobernador surgido de su propio seno”. El entonces diputado nacional Juan Manuel Urtubey, posteriormente gobernador de Salta, mencionó “esta es una injusticia histórica que debemos reparar. Lo que debemos hacer con estos ejemplos es devolverles el prestigio público”.
En 2016, tras una investigación de Parcero por parte de un historiador de la ATE y el hijo de Xamena, restituyeron la imagen del gobernador a la sala de gobernadores.  El óleo original se encontró posteriormente en el Museo José Hernández, expuesto en la Sala de Intendentes, sin que las autoridades del establecimiento hayan advertido el origen del cuadro, en cuyo reverso figura la procedencia y el año. El museo se comprometió a investigar la ruta del cuadro, pero hasta el día de hoy, no se sabe cómo llegó el cuadro allí.